# Manifiesto ultraísta
El primer manifiesto del ultraísmo, presentado como «ULTRA», fue elaborado por el círculo ultraísta reunido en el café Colonial de Madrid, bajo el estímulo de Rafael Cansinos Assens. Fue publicado en otoño de 1918 en la revista Cervantes y reproducido poco después en la revista Grecia como «Un manifiesto literario — ULTRA». En su texto se presentaba «rompiendo el retraimiento de los cenáculos» y reflejado en todas las publicaciones, si bien no se conoce ni conserva ninguna publicación del manifiesto en la prensa anterior a enero de 1919. No debe confundirse este primer manifiesto con otros manifiestos ultraístas posteriores (como el firmado por Guillermo de Torre en Madrid, en noviembre de 1920), o el escrito por Borges publicado en la revista Ultra, el 20 de mayo de 1921, en Madrid.

## Texto
Los que suscriben, jóvenes que comienzan a realizar su obra, y que por eso creen tener un valor pleno de afirmación, de acuerdo con la orientación señalada por Cansinos-Assens en la interviú que en diciembre último celebró con él X. Bóveda en El Parlamentario, necesitan declarar su voluntad de un arte nuevo que supla la última evolución literaria: el novecentismo.
Respetando la obra realizada por las grandes figuras de este movimiento, se sienten con anhelos de rebasar la meta alcanzada por estos primogénitos, y proclaman la necesidad de un ultraísmo, para el que invocan la colaboración de toda la juventud literaria española.
Para esta obra de renovación literaria reclaman, además, la atención de la Prensa y de las revistas de arte.
Nuestra literatura debe renovarse; debe lograr su ultra como hoy pretenden lograrlo nuestro pensamiento científico y político.
Nuestro lema será ultra y en nuestro credo cabrán todas las tendencias sin distinción, con tal que expresen un anhelo nuevo. Más tarde, estas tendencias lograrán su núcleo y se definirán. Por el momento, creemos suficiente lanzar este grito de renovación y anunciar la publicación de una revista que llevará este título de Ultra, y en la que solo lo nuevo hallará acogida.
Jóvenes, rompamos por una vez nuestro retraimiento y afirmemos nuestra voluntad de superar a los precursores. —Xavier Bóveda.—César A. Comet.—Fernando Iglesias.—Guillermo de Torre.— Pedro Iglesias Caballero —Pedro Garflas.— J. Rivas Penedas.— J. de Aroca.

## Firmantes
Xavier Bóveda, Guillermo de Torre, Fernando Iglesias, Edgar Eduardo, Pedro Iglesias Caballero, Pedro Garfias, José Rivas Panedas y J. de Aroca.